# Kaluš
Káluš (ukrajinsky Калуш) je město v Ivanofrankivské oblasti na Ukrajině. Leží na východním okraji Karpat na historickém území Haliče. V roce 2022 v něm žilo přes 65 tisíc obyvatel.

## Historie
Osídlení zde existovalo od středověku, první písemná zmínka o obci pochází z roku 1437. Roku 1469 dal král Kazimír IV. Jagellonský založit římskokatolický farní kostel. Roku 1534 bylo založeno a lokátorem vysazeno královské město Ruského vojvodství, v němž byla početně zastoupena židovská komunita. Roku 1675 se u Kaluše odehrála rozhodující bitva, v níž vojsko haličského hejtmana Potockého porazilo Tatary. Roku 1770 obyvatelstvo města zdecimovala epidemie moru. V letech 1772-1918 bylo město pod správou Rakouské monarchie a rozvinul se zde chemický průmysl. V ukrajinské Západní lidové republice se Kaluš octla krátce od listopadu 1918 do března 1919. Roku 1939 město obsadili Sověti a roku 1941 němečtí nacisté. Ihned poté byla vypálena synagoga a začala deportace Židů do koncentračních táborů. V letech 1945-1991 město patřilo do Ukrajinské sovětské socialistické republiky, od roku 1991 je pod ukrajinskou správou.

## Hospodářství
Jeden z nejstarších pivovarů v Haliči, Kaluskyj brovar byl založen roku 1565, a je činný dosud, stejně jako jeho sladovna (postavena roku 1890). Dávnou tradici zde měla také těžba a zpracování potaše. Chemický průmysl se specializuje na zpracování ropy, které zde má závod Karpatněftechim, a na výrobu průmyslových hnojiv.

## Doprava
Přes Kaluš vede železniční trať ze Lvova do Černovic.

## Památky
- Zámek v Kaluši - založen roku 1661, nyní ruiny s dochovaným valem [3]
- Zámek v Chocině nad Lomnicí[4]
- Bývalá radnice (ruina)
- Současná radnice (dům městské správy) - slouží také jako koncertní síň
- římskokatolický kostel sv. Valentina
- Řeckokatolický chrám Archanděla Michaela
- chrám ukrajinské pravoslavné církve
- Dům kultury
- Židovský hřbitov[5]

## Partnerská města
- Český Krumlov, Česko[6]
- Gorlice, Polsko
- Bačka Palanka, Srbsko
- Grand Prairie, Spojené státy americké, Texas

## Galerie

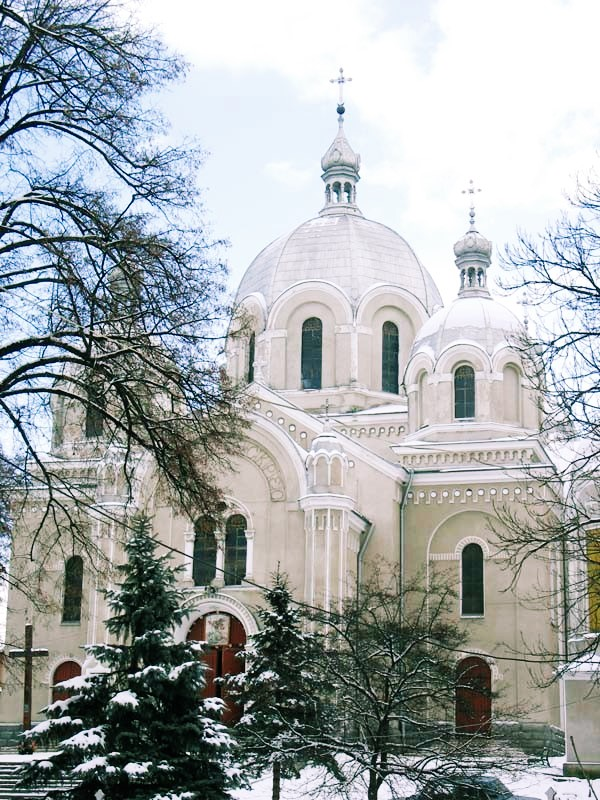
Chrám archanděla Michaela
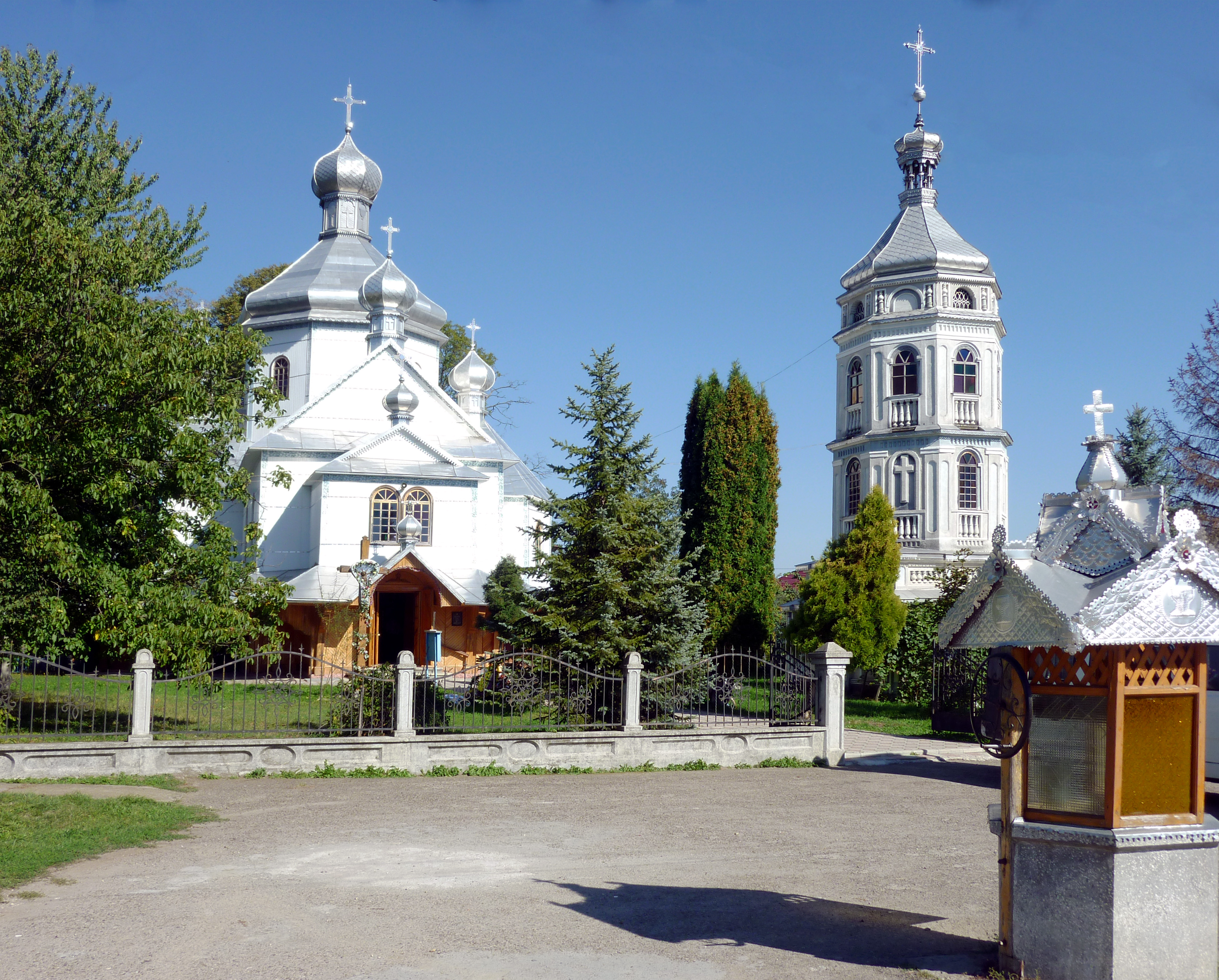
Pravoslavný chrám se zvonicí
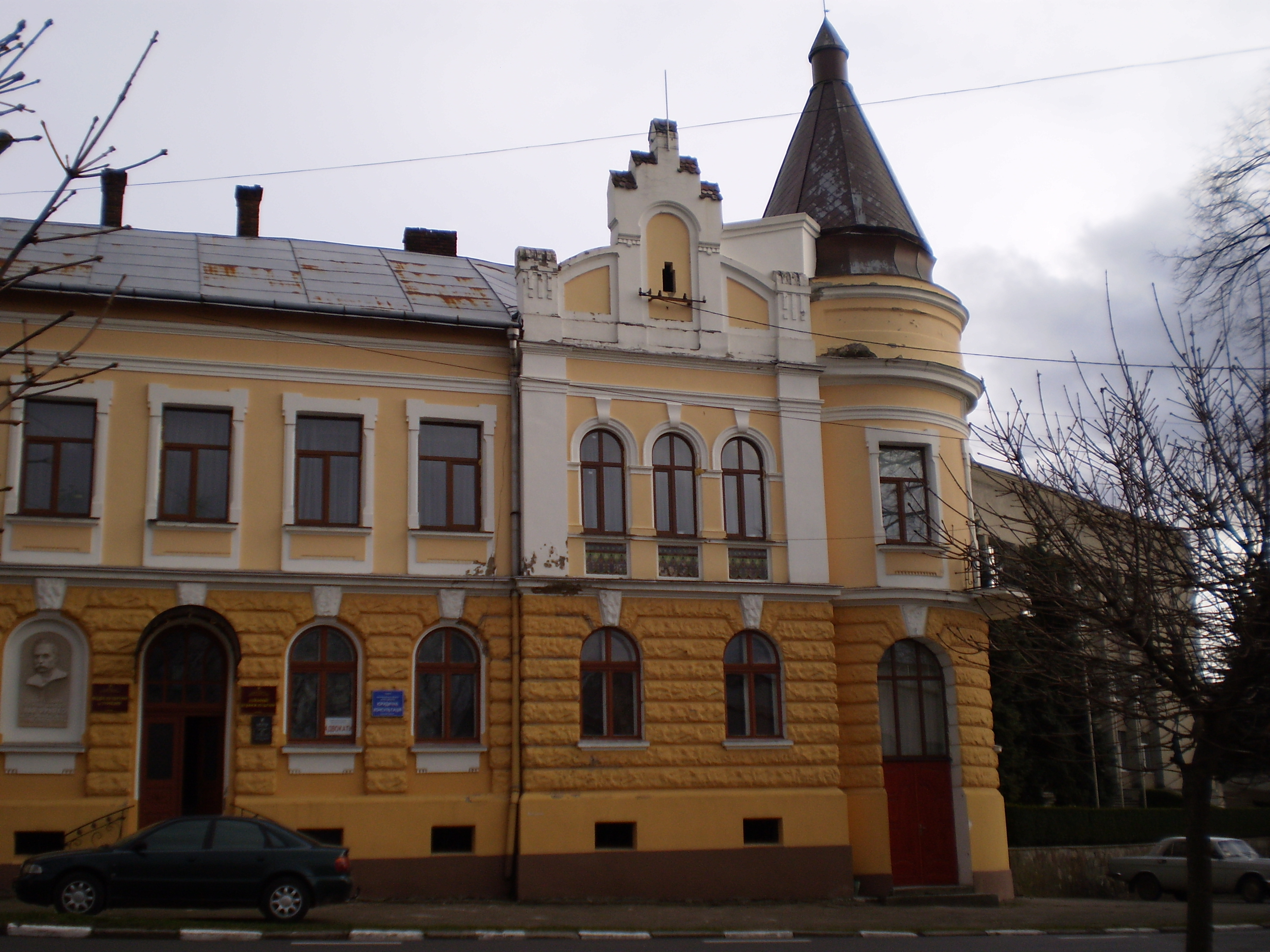
Dům kultury
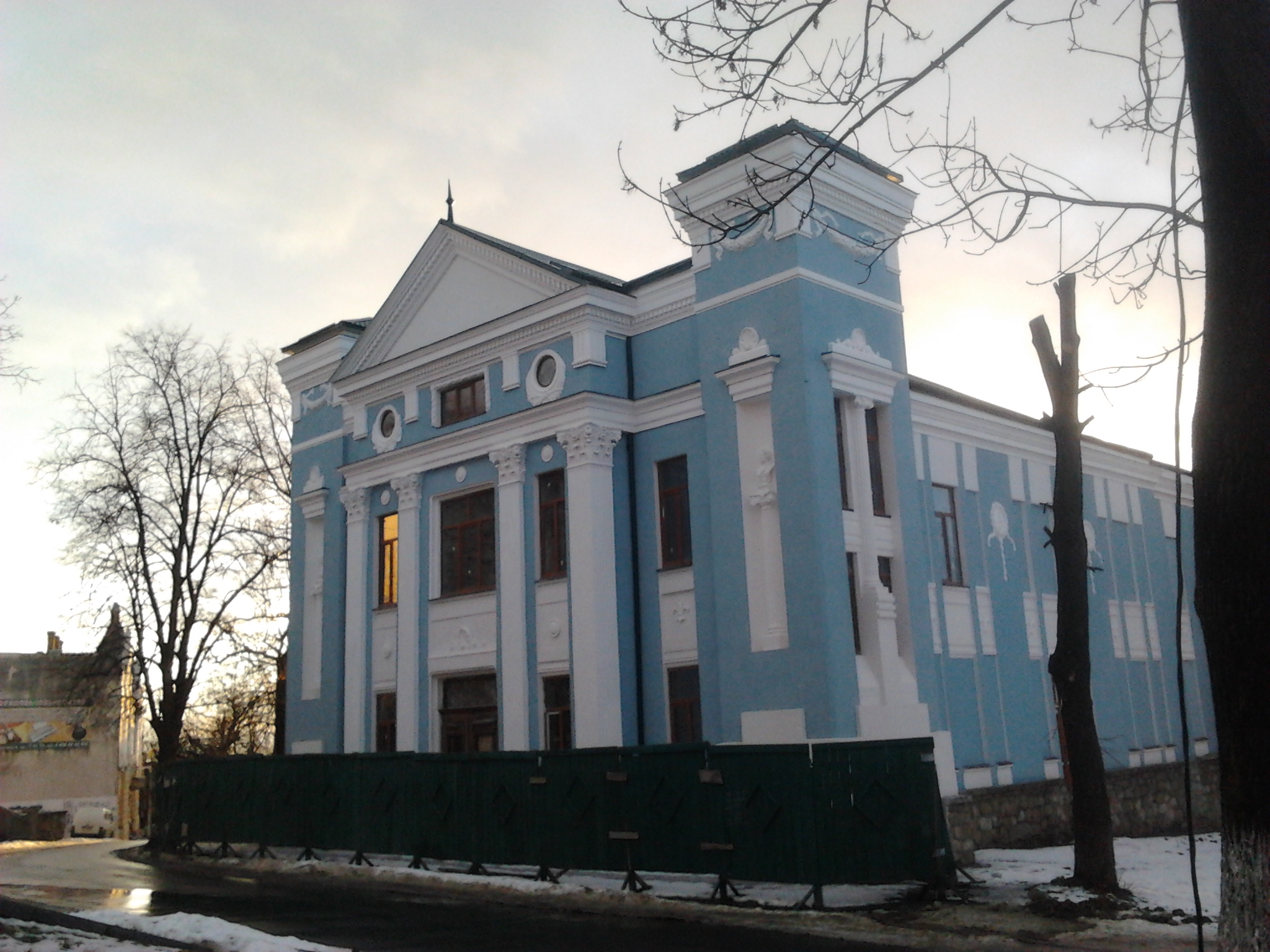
Multikulturní centrum
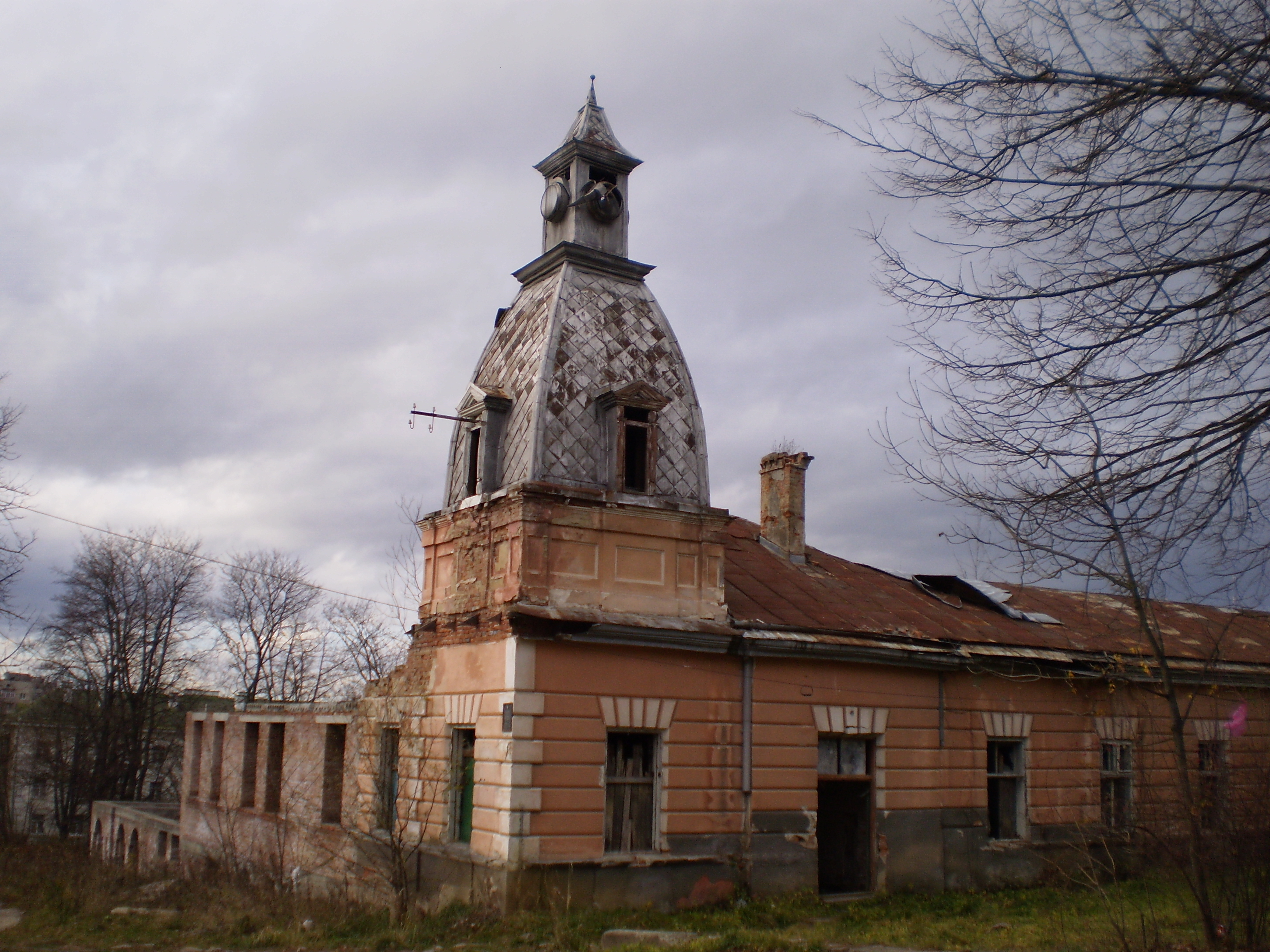
Ruina staré radnice

## Osobnosti
- Hryhorij Cehlynskyj (1853-1912) - rakouský politik rusínské národnosti
- Pavlo Kovšun (1896-1939) - grafik a malíř futurista; s Vasylem a Mychajlem Semenkem založili tvůrčí skupinu "Kvero", zemřel na onemocnění žaludku.
- Vasyl Fedoryšyn (* 1981) - ukrajinský zápasník volnostylař